# Rodrigo Gil de Hontañón
Rodrigo Gil de Hontañón (Rascafría, 1500-Segovia; 1577) fue un arquitecto renacentista, considerado como uno de los mejores arquitectos españoles del siglo XVI. Su estilo personal ha influido en la obra de arquitectos modernos como Antonio Palacios. Su obra simboliza la coexistencia entre el gótico tardío y el clasicismo renacentista, y al mismo tiempo, la superación en España del medievalismo.

## Biografía

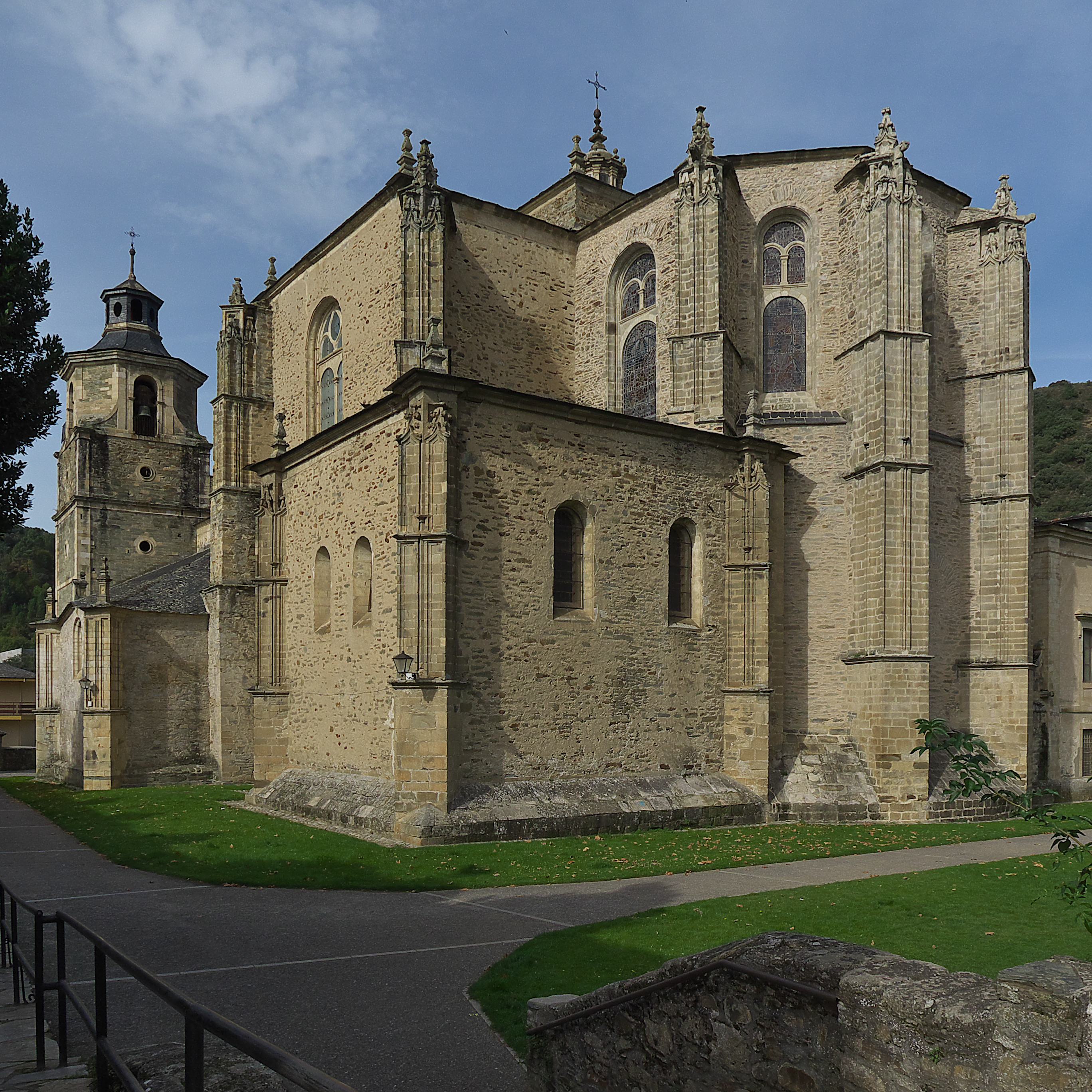
Colegiata de Santa María (Villafranca del Bierzo)

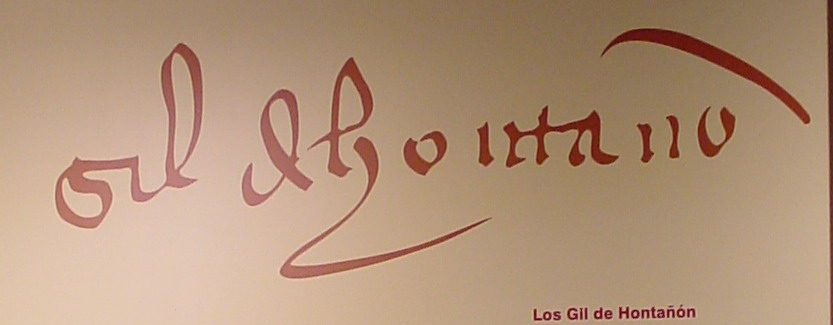
Firma de Rodrigo Gil de Hontañón reproducida en un panel en el Museo de la Cantería de Cereceda (Cantabria), España).

Nació en 1500 en Rascafría, en una familia dedicada a la arquitectura y la construcción. Era hijo del cantero trasmerano Juan Gil de Hontañón y hermano de Juan Gil de Hontañón, el Mozo, aunque Rodrigo sobresalió respecto a los anteriores. Trabajó en sus primeros años junto a su padre, con el que colaboró en obras como la catedral de Valladolid en 1527. En 1533 realizó su primera obra individual, la colegiata de Santa María, en Villafranca del Bierzo, con una decoración propia del plateresco. Sucedió a su padre en 1526, en la dirección de las obras de la catedral de Segovia, de la que fue maestro mayor, y asimismo lo fue de la catedral de Salamanca a partir de 1538. 

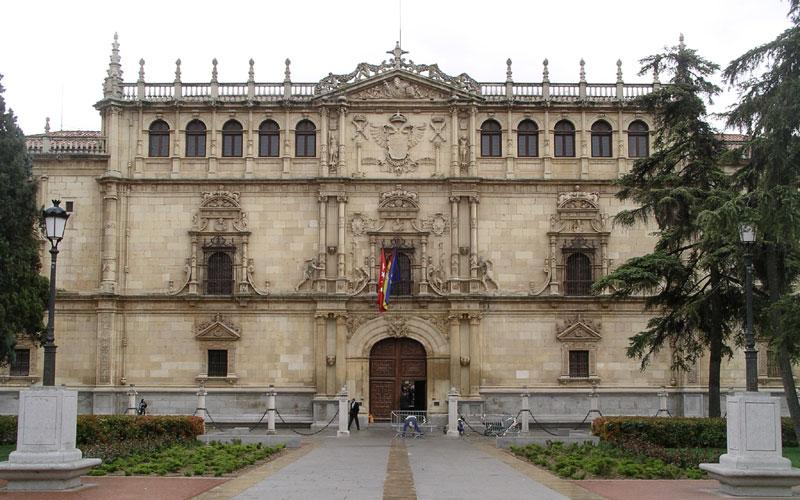
Fachada del Colegio Mayor de San Ildefonso, actualmente sede de la Universidad de Alcalá de Henares, la obra más conocida de Rodrigo Gil de Hontañón

Su importancia, sin embargo, se debe en mayor medida a la arquitectura civil. Realizó el palacio de Monterrey de Salamanca, con soberbia fachada plateresca en la que se intensifica el ornamento escultórico en los cuerpos superiores rematados en crestería. En 1556 proyecta el edificio del Colegio Trilingüe de Salamanca (hoy desaparecido), con traza mucho más renacentista. También realizó el palacio de los Guzmanes, en León (1559-1566), similar, aunque un tanto más sobrio, al palacio de Monterrey. Su obra más conocida es la fachada del Colegio Mayor de San Ildefonso (1551-1553), actual rectorado de la Universidad de Alcalá de Henares, estructurada en tres zonas horizontales: la superior, que cuenta con una galería corrida articulada por columnas rematadas en pináculos, y las dos inferiores, más desnudas, donde se abren huecos estandarte platerescos de gran plasticidad. 
Entre sus obras destacan numerosas iglesias en diversas provincias, como la iglesia de Santiago en Medina de Rioseco —en un postrero estilo tardogótico—, la iglesia de Santiago de Cáceres, la capilla del Deán, en el antiguo convento de San Francisco en Zamora, obra iniciada por su padre y que él concluyó; la iglesia de San Julián en Toro, la iglesia de San Sebastián en Villacastín; la reconstrucción de la iglesia de San Eutropio en El Espinar, y obras en la catedral de Plasencia, la capilla mayor de la catedral de Ciudad Rodrigo y la contribución en el claustro de la de Santiago. Construyó también en 1530 la torre de la basílica de la Asunción de Nuestra Señora de Colmenar Viejo, y fue maestro de obras de la iglesia de Santa María de Guareña.
Falleció en Segovia en 1577. Las teorías de este prolífico autor se recogieron en el texto Compendio de architectura y Simetría de los templos del salmantino Simón García, maestro mayor entre 1667 y 1703 de la catedral de Salamanca (se atribuyen a Gil de Hontañón los primeros seis capítulos).
Su obra saltó al otro lado del Atlántico, alcanzando su influencia a México mediante Claudio de Arciniega, puesta de manifiesta en edificios de Acolman, Yuriria y Metztitlán.